# Sainte-Osmane
Sainte-Osmane là một xã trong tỉnh Sarthe ở tây bắc nước Pháp. Xã này nằm ở khu vực có diện tích 12 km2.